# Мовчан Єгор Хомич
#biblio2024 Мовчан Єгор Хомич (Прізвисько — Чагунний) (19 квітня (1 травня) 1898, с. Велика Писарівка, тепер смт Сумської області — 22 листопада 1968, Київ) — український кобзар.

## Життєпис
Народився 19 квітня 1898 року в с. Велика Писарівка Богодухівського повіту Харківської губернії. На десятому місяці життя, перехворівши на віспу, утратив зір. 1907–1909 рр. навчався у харківському музичному інтернаті для незрячих (графині Уварової). Після розпуску інтернату Єгор повертається до Великої Писарівки і 1909 року пішов у «науку» до відомого панотця Степана Пасюги. У навчанні Єгор перебував три роки (з перервами на хворобу). 1913 року дістав від Пасюги «одклінщину» (за іншими даними — кинув навчання у Пасюги і продовжив вчитися самостійно:24) і почав самостійно кобзарювати. Багато перейняв у харківських кобзарів — Архипа Никоненка, Павла Гащенка, Петра Древченка. Часто ходив без поводиря.
За часів репресій 1930-х років не поїхав на «зліт народних співаків» (інша назва — «Розстріляний з'їзд кобзарів») і врятувався. Сталось це випадково, — лише тому, що поводир Єгора зник і не супроводжував його.
З кобзою за плечима незрячий кобзар обійшов сотні сіл, ніс у маси улюблені народом пісні та думи. Був учасником першої республіканської наради кобзарів і лірників в Києві (1939 р.), брав активну участь в роботі утвореного тоді державного ансамблю кобзарів. В 1940 р. був учасником всесоюзної наради народних співців.
Під час Німецько-радянської війни Єгор Хомич складав антифашистські пісні, якими викликав ненависть до ворогів.
У повоєнний час Є.X. Мовчан продовжує свою кобзарську діяльність. За високохудожнє виконання пісень не раз одержував подяки і премії. Відзначення 60-річчя та 90-річчя від дня народження Є.X. Мовчана перетворилося на народне свято пісні і музики.
Його співу і грі аплодували сотні учасників Міжнародного конгресу славістів у Москві. Багатий репертуар кобзаря в записах зберігається у фондах Інституту мистецтвознавства, фольклору та етнографії ім. М. Т. Рильського АН УРСР.
Брав участь у 1-й Республіканській нараді кобзарів та лірників при Інституті українського фольклору АН УРСР (Київ, 1939), Всесоюзній нараді народних співців (1940), 4-му Міжнародному з’їзді славістів (1958). На початку 1940-х рр. виступав у складі Державного ансамблю кобзарів при Київській філармонії. Під час 2-ї світової війни створював думи та пісні про партійних діячів. Товаришував з М. Рильським, Б. Лятошинським, А. Малишком. У репертуарі – думи («Невільницький плач», «Про трьох братів самарських», власна – «Про голодомор»), історичні («Козак Максим Залізняк», «Кармелюк», «Про Турбаївське повстання»), побутові(«Літа орел, літа сизий», «Їхав козак за Дунай» та ін.) і жартівливі пісні. Автор пісень на слова Т. Шевченка («Думи мої», «Літа орел, літа сизий», «Заповіт», «Гей не п’ються пива-меди», «Ой три шляхи широкії», «Тарасова ніч», «Заступила чорна хмара та білую хмару», «Якби ви знали, паничі»). На вірш А. Малишка «Тарасу Шевченку» склав пісню (відома під назвою «Коли течуть криваві ріки»). 1939 під час святкування 125-ї річниці від дня народження Т. Шевченка виконав думу «На високій дуже кручі», 1940 разом із групою кобзарів написав поему «Слава Кобзареві» з нагоди 100-річчя виходу у світ першого видання «Кобзаря». 1959 М. Рильський присвятив  вірш «Єгор Мовчан у Параски Амбросій». Кобза Мовчана зберігається в Шевченківському національному заповіднику в Каневі (Черкас. обл.), його магнітофонні записи – у фондах ІМФЕ НАН України. Мав багатий репертуар. Виконував чотири думи: «Плач невільників», «Удова», «Про Братів Самарських», «Про смерть козака-бандуриста».
Помер 1968 р. у Пущі-Водиці в Будинку ветерана. 1978 року у Великій Писарівці встановлено пам'ятник Мовчану Єгору Хомичу. На місці хати, у якій народився Мовчан Є. Х., встановлено меморіальну плиту.

## Бандура
Бандура Мовчана знаходиться в музеї Театрального мистецтва в Печерській Лаврі.
154. Бандура, на якій грав Є. Мовчан. I чверть ХХ ст. Фабрика П. Когутовського. 12 басів, 35 приструнків; головка грифа видовжена; кілки і шемсток металеві, дерев'яні кілки на грифі декоративного призначення; клен, ялина. Довж. 105. № 2588.